# Lotterhof (Feuchtwangen)
Lotterhof ist ein Gemeindeteil der Stadt Feuchtwangen im Landkreis Ansbach (Mittelfranken, Bayern). Lotterhof liegt in der Gemarkung Krapfenau.

## Lage
Der Weiler liegt im großen Waldgebiet zwischen Dentlein am Forst und Krapfenau in der rechten Tallichtung des hier südwärts laufenden Sulzach-Zuflusses Lotterbach dicht am Bachlauf und unmittelbar gegenüber der Unterlottermühle. Gemeindeverbindungsstraßen führen bachaufwärts nach Oberlottermühle (0,7 km nördlich), bachabwärts nach Wehlmäusel (0,6 km südlich) und hinüber nach Unterlottermühle (0,2 km östlich).

## Geschichte
Mit dem Gemeindeedikt (frühes 19. Jahrhundert) wurde Lotterhof dem Steuerdistrikt Heilbronn und der Ruralgemeinde Krapfenau zugeordnet. Im Zuge der Gebietsreform in Bayern wurde Lotterhof am 1. Juli 1971 nach Feuchtwangen eingemeindet.

## Einwohnerentwicklung
| Jahr      | 001818 | 001840 | 001861 | 001871 | 001885 | 001900 | 001925 | 001950 | 001961 | 001970 | 001987 | 002019 |
| Einwohner | †      | 4      | 14     | 22     | 17     | *30    | *26    | *36    | *32    | 31     | 14     | 19     |
| Häuser    | †      | 1      |        |        | 3      | *5     | *4     | *7     | *5     |        | 5      | 6      |
| Quelle    |        | [ 6 ]  | [ 7 ]  | [ 8 ]  | [ 9 ]  | [ 10 ] | [ 11 ] | [ 12 ] | [ 13 ] | [ 14 ] | [ 15 ] |        |

## Religion
Der Ort ist evangelisch-lutherisch geprägt und bis heute nach St. Johannis (Feuchtwangen) gepfarrt. Die Einwohner römisch-katholischer Konfession sind nach St. Ulrich und Afra (Feuchtwangen) gepfarrt.